# Supermarkt Ladies
Supermarkt Ladies – Das Musical zum Mitbestimmen von Dominik Flaschka (Buch, Dialoge, Regie) und Roman Riklin (Buch, Musik, Songtexte) ist ein Schweizer Comedy-Musical, bei dem das Publikum mittels Abstimmungen den Verlauf der Geschichte lenken kann. Die Geschichte spielt hinter den Kulissen einer fiktiven Supermarkt-Filiale, in der sich drei Verkäuferinnen gegen ihren bösen Chef auflehnen.
Das Musical wurde im Auftrag der Migros von Just4Fun Entertainment produziert. Am 28. September 2018 fand in DAS ZELT in Uster die Uraufführung statt. Das Musical tourte mit DAS ZELT bis Juni 2019 durch die Schweiz. Auf dieser Tournee fanden in Uster, Aarau, Luzern, Zug, Chur, Zürich, Basel, Bern und St. Gallen insgesamt 47 Vorstellungen statt.
Die Produktion wurde im Rahmen des Deutschen Musical Theater Preises 2019 in den Kategorien Bestes Musical und Beste Regie (Dominik Flaschka) nominiert und erhielt ebenso eine Nominierung für den Swiss Comedy Award 2019 in der Kategorie Ensemble.

## Handlung
Die drei Freundinnen und Supermarktverkäuferinnen Paula, Conny und Ilse haben es satt, sich von ihrem lästigen Chef schikanieren zu lassen. Als durch eine Verkettung unglücklicher Umstände der Tyrann für drei Tage ausser Gefecht gesetzt wird, wittern die drei Ladys ihre Chance und nehmen die Fäden des Supermarkts selbst in die Hände. Der Laden erfährt überraschende Veränderungen. Das Chaos ist vorprogrammiert, das Ende jedoch nicht, denn das Publikum sitzt am Drücker und entscheidet den Fortgang der Story.

## Musiknummern

### Erster Akt
- Jede Morge am Sechsi – Paula Bernasconi & Mitarbeiter
- Nöd zum glaube (1) – Frau Äberli, Frau Tanner, Frau Schmidmeister
- Oh, my God (1) – Paula Bernasconi
- Oh, my God (2) – Paula Bernasconi
- Eis, zwei, drü – Fritz Eggenschwiler, Fitness-Buslen & Mitarbeiter
- Tra-Tra-Trallala – Fritz Eggenschwiler & Kasperli-Figuren
- Arschloch – Paula Bernasconi, Ilse Calanda, Conny Gerber
- Oh, my God (3) – Paula Bernasconi
- Min Stern – Paula Bernasconi
- Rosaroti Brülle – Ilse Calanda & Thomas Herzig mit Rocker
- Bölima – Böneli Stierli
- Grönland – Fritz Eggenschwiler mit Fischstäbchen & Seehund-Glaces
- Mir mached nüme mit – Mitarbeiter*innen, Fritz Eggenschwiler, Inuit

### Zweiter Akt
- Willkomme im Supermarkt – Mitarbeiter
- Nöd zum glaube (2) – Frau Äberli, Frau Tanner, Frau Schmidmeister
- Nur es Musical – Conny Gerber & Nick Bodenmann & Mitarbeiter
- Will ich e Thütschi bin – Barbara Hutzenlaub
- Alles oder nüt – Ilse Calanda mit Paula Bernasconi & Conny Gerber
- Hamam – Pietro Fontana mit Mitarbeiter*innen
- Backe, Backe, Chefeli – Pietro Fontana mit Mitarbeiter
- Achtung, Achtung! – Geneviève Poirette mit Kantonspolizei
- De Weg zum Glück – Paula Bernasconi, Ilse Calanda, Conny Gerber mit Mitarbeiter
- Drei Kokosnüsse für Aschenbrödel, Mini-Musical – Mitarbeiter
- Schneewittli und die sieben Fruchtzwerge, Mini-Musical – Mitarbeiter

## Trivia
- An neun Stellen im Stück kann das Publikum zwischen zwei Optionen wählen. Die Abstimmungen finden per Lärmometer statt.[5]
- Je nach Publikumswahl studiert die Belegschaft in Supermarkt Ladies entweder das Mini-Märli-Musical Schneewittchen und die sieben Fruchtzwerge oder Drei Kokosnüsse für Aschenbrödel ein. Ebenso bestimmt das Publikum, ob Nick Bodenmann oder Conny Gerber das Schneewittchen, resp. das Aschenbrödel, spielen soll. Als Zugabe wird das vom Publikum bestimmte Mini-Märli-Musical in der vom Publikum bestimmten Besetzung zum Besten gegeben. Die beiden Mini-Märli-Musicals sind Medleys aus verblödelten Varianten der Songs aus dem Musical.
- Je nach Publikumswahl wird der vereiste Bösewicht im Hamam oder in der Backstube aufgetaut. Diese Entscheidung hat auf der Bühne ein anderes Bühnenbild, andere Kostüme und auch ein anderes Lied zur Folge.
- Fritz Bisenz’ Kunstfigur Barbara Hutzenlaub (bekannt von der Coemdygruppe Acapickels) wurde in das Musical eingebaut.
- Mitten im Lied Will ich e Thütschi bin findet eine Publikumswahl statt. Je nach Ausgang der Wahl hat das Lied einen anderen Schluss-Refrain.

## Rezensionen
- „Dieses Musical ist eine Liebeserklärung an die Schweiz. – Die Schweiz mit ihrem Dichtestress, ihren Gewerkschaften und ihren verschiedenartigen Bewohnern; und mit Abstimmungen, die mal mehr, mal weniger sinnvoll scheinen, aber doch immer ungemein ernst genommen werden. Unbeschwert und doch wohlüberlegt bringt «Supermarkt Ladies» die alltäglichen Erfahrungen und Sorgen von jedermann in einem Setting auf die Bühne, das jede und jeder kennt. Mit viel Selbstironie und ein bisschen Selbstlob feiert das Duo Flaschka/Riklin die Schweiz, die Schweizerinnen und Schweizer – und den Mut zur Rebellion.“ (Flavia Bonanomi in Aargauer Zeitung, 28. September 2018)[6]
- „Ein Musical muss nicht immer den politisch anständigen Weg gehen. Aber wenn die Ausgangslage schon feministisch tut, dann dürfen problematische Verulkungen keinen Platz haben. Erst recht nicht als weissgewaschene Musical-Gags.“ (Naomi Gregoris in bz Basel, 24. Mai 2019)[7]